# Straszny film 3
Straszny film 3 (ang. Scary Movie 3) – amerykański film komediowy z 2003 roku, parodia horrorów i wysokobudżetowych, hollywoodzkich projektów, drugi sequel Strasznego filmu (2000). Po konflikcie w wytwórni zdecydowano o odsunięciu od produkcji braci Wayans, odpowiedzialnych za dwa poprzednie filmy z serii, a reżyserię powierzono Davidowi Zuckerowi.

## Fabuła
Dwie niezbyt inteligentne, blondynki i przyjaciółki, Katie (Jenny McCarthy) i Becca (Pamela Anderson), spędzają wspólnie wieczór. Katie opowiada Becce, że oglądała kasetę wideo, która, jeśli wierzyć pogłoskom, zabija ludzi po siedmiu dniach. Następnie dziewczyny schodzą na parter, by odebrać telefon, który dzwoni o podejrzanej godzinie. Becca odbiera połączenie, a na linii pojawia się przyprawiający o dreszcze głos, który ostatecznie okazuje się jednak być głosem matki Becki. Katie wraca na piętro, kiedy połączenie zostaje przerwane. Gdy drzwi lodówki samoistnie się otwierają, Becca panikuje i biegnie na górę. Jakoś nie dociera do niej fakt, że Katie siedzi martwa na krześle. Dopiero gdy telewizor się włącza i pojawia się białe koło na czarnym tle, Becca zaczyna krzyczeć a z telewizora wychodzi upiór, imieniem Tabitha.
Na przedmieściach Waszyngtonu farmer Tom Logan (Charlie Sheen) zostaje zbudzony wczesnym porankiem przez krzyki małej dziewczynki. Odgłosy dobiegają z pola, a wydobywa je córka Toma, Sue (Jianna Ballard). Okazuje się, że na polu pojawiły się olbrzymie kręgi, które tworzą napis „atakować tutaj!”. Wkrótce raport z nietypowego odkrycia zdaje dziennikarka Cindy Campbell (Anna Faris). Cindy chce przygotować ambitniejszy reportaż na ten temat, jednak jej szef Carson Word (Timothy Stack) odrzuca ten pomysł, argumentując, że tematyką stacji jest seks, przemoc i pogoda. Następnie Cindy odbiera swojego siostrzeńca Cody’ego (Drew Mikuska) z przedszkola. Na miejscu Cindy spotyka Brendę Meeks (Regina Hall), nauczycielkę Cody’ego i swoją przyjaciółkę ze studiów. Zjawia się również początkujący raper George Logan (Simon Rex), który odbiera ze szkoły swoją bratanicę Sue, a Cindy rozpoznaje w nim brata ex-pastora, Toma Logana. George zaprasza Brendę i Cindy na raperski pojedynek, w którym bierze udział.
Wieczorem odbywa się występ. Cindy zostawia Cody’ego pod opieką księdza, w rzeczywistości pedofila, i wraz z Brendą pojawia się na nim, by dopingować George’owi. George spotyka swoich dawnych przyjaciół, C.J. (Kevin Hart) i wiecznie przejawiającego skłonności homoseksualne Mahalika (Anthony Anderson), którzy zostali raperskimi sędziami po śmierci oryginalnego komentatora, Simona Cowella, który zginął po wydaniu niepochlebnej recenzji. George mierzy się ze znanym raperem Fat Joem i niespodziewanie wygrywa, lecz ukłon ku widowni powoduje, że jego kaptur ułożeniem przypomina ten, który noszą członkowie Ku Klux Klanu i mężczyzna zostaje wyrzucony przez okno z sali. Cindy wybiera się tej nocy do Brendy. Brenda opowiada jej, że widziała morderczą taśmę wideo, a następnie straszy ją trzykrotnie, pozorując – kolejno: uduszenie, atak padaczki i wypadek z ogniem. Gdy Brenda zjawia się w pokoju, telewizor sam się włącza i wychodzi z niego Tabitha, z którą Brenda toczy następnie pojedynek. Niestety, koniec końców, zostaje przez upiora zabita.
Na stypie Brendy Cindy odwiedza pokój swojej przyjaciółki i znajduje kasetę, którą Brenda obejrzała przed śmiercią. Cindy zabiera taśmę ze sobą i w domu ogląda wstrząsające nagranie. Po projekcji dzwoni telefon, a głos po drugiej stronie linii oznajmia dziewczynie, że zginie za siedem dni. Cindy szuka pomocy u ciotki C.J.'a Shaneequy (Queen Latifah); kobieta jest bowiem medium. Sheenequa radzi Cindy szukać odpowiedzi w latarni morskiej, która nagrana została na kasecie, a następnie wdaje się w walkę z przybraną matką Tabithy. Po powrocie do domu, Cindy orientuje się, że Cody obejrzał kasetę i stał się kolejną potencjalną ofiarą Tabithy.
Następnego dnia Ziemia zostaje zaatakowana przez inwazję obcych. Cindy zjawia się we wskazanej przez nagranie latarni morskiej, gdzie poznaje tajemniczego architekta (George Carlin), który okazuje się być ojcem Tabithy i sprawcą jej zła. Po powrocie do domu, Cindy dowiaduje się, że stacja, w której pracuje, znalazła się w posiadaniu morderczej kasety i ma zamiar emitować jej treść na okrągło, przez cały dzień, sprawiając dalsze zagrożenie. Cindy rusza na farmę Loganów, gdzie uciekł już Cody. Tom, George i nowo przybyły Mahalik ruszają do walki z kosmitami, którzy uderzyli na teren Loganów, a Cindy, wraz z Codym i Sue, pozostaje wewnątrz domu. Obcy okazują się być pokojowo nastawieni, jednak Cindy zdaje sobie sprawę, że piwnica Loganów to ta przedstawiona na kasecie – sprawczyni całego zamieszania. W miarę odkrywania ukrytej pod deskami piwnicznej podłogi studni, wśród bohaterów pojawia się Tabitha. Cindy wdaje się z nią w pojedynek, jednak w końcu upiór grozi zabiciem pojmanego Cody’ego. Ckliwa przemowa Cindy o sile miłości powoduje, że w Tabitcie odradzają się ludzkie uczucia, jednak ostatecznie zostaje ona wepchnięta z powrotem do studni.
W ostatniej scenie Cindy i George pobierają się, a Cody zostaje potrącony przez samochód.

## Obsada
- Anna Faris – Cindy
- Regina Hall – Brenda
- Simon Rex – George
- Charlie Sheen – Tom
- Drew Mikuska – Cody
- Jianna Ballard – Sue
- Leslie Nielsen – prezydent Harris
- Anthony Anderson – Mahalik
- Kevin Hart – CJ
- Ja Rule – agent Thompson
- Queen Latifah – ciocia ShaNeequa / Wyrocznia
- Eddie Griffin – Orfeusz
- George Carlin – Architekt
- Jeremy Piven – Ross Giggins
- Timothy Stack – Carson Ward
- Camryn Manheim – Trooper Champlin
- Darrell Hammond – ojciec Muldoon
- Pamela Anderson – Becca
- Jenny McCarthy – Kate
- Denise Richards – Annie
- Marny Eng – Tabitha
- Phil Dornfeld – Tabitha (głos)
- Edward Moss – Michael Jackson
- Troy Yorke – kosmita
- Marco Soriano – kosmita
- Tom Kenny – kosmici (głos)

## Parodie
- The Ring – główna parodia.
- Znaki – główna parodia.
- Szósty zmysł – rozmowy Cody’ego z gośćmi podczas stypy.
- Inni – scena bezsennej nocy Sue.
- 8. Mila – pojedynek raperski George’a oraz scena, w której C.J. wylewa z okna samochodu farbę na przechodniów.
- Amerykański Idol – jury (Simon Cowell) podczas pojedynku raperskiego.
- Władca Pierścieni – rozmowa telefoniczna Becki z matką; cytat „I'm coming for you, my precious”.
- Hulk – scena usunięta, w której George zamienia się w Hulka.
- Matrix – pojedynek Brendy i Tabithy oraz scena, w której Cindy odwiedza ciocię Shaneequę i Orfeusza.
- Matrix Reaktywacja – scena z architektem.
- Teksańska masakra piłą mechaniczną – scena, w której Tabitha wymachuje w powietrzu piłą mechaniczną.
- Michael Jackson – scena bezsennej nocy Sue.
- Harrison Ford – w jednej ze scen ścianę ozdabia portret Harrisona Forda, a Leslie Nielsen postać przedstawioną na obrazie określa jako prezydenta Forda.
- Bruce Wszechmogący – scena w budynku telewizji kiedy Cindy Campbell pisze na klawiaturze tekst od wiadomości.
- Czy leci z nami pilot? – ostatnia kwestia Leslie Nielsena jest taka sama jak ostatnia jego kwestia w filmie Czy leci z nami pilot?

## Box office
| Stany Zjednoczone: 110 003 217 $ |